# 宝清県
宝清県（ほうせい-けん）は中華人民共和国黒竜江省双鴨山市に位置する県。県人民政府の所在地は宝清鎮。

## 地理
南東部に蛤蟆通ダムがある。

## 歴史
県名は県内を南北に流れる宝清河に由来する。宝清は満洲語でサルを意味する語の音写。
清初はニングタ（寧古塔）副都統の管轄とされ、1732年（雍正10年）にイラン・ハラ（三姓）副都統、1906年（光緒32年）に臨江州（後に臨江府と改称）へと移管された。1909年（宣統元年）6月2日、吉林巡撫の奏准により宝清河西岸に設置された宝清州を前身とする。中華民国が成立すると1913年（民国2年）に宝清設治局が設置、1916年4月15日に宝清県に改編され吉林省の管轄とされた。
満洲国が建国されると1934年（康徳元年）12月に新設された東安省の管轄となり、その後東満総省、東満省の管轄とされた。戦後は合江省の管轄とされたが、1947年（民国36年）8月に牡丹江省に移管され、1948年（民国37年）に牡丹省が廃止されると再び合江省に帰属し、翌年合江省が廃止されると松江省に、1954年に松江省が黒竜江省に統合されると黒龍江省合江地区の管轄とされた。1985年の合江地区廃止に伴いジャムス市に移管されたが、1991年4月1日に双鴨山市に移管され現在に至る。

## 行政区画
6鎮、4郷を管轄：
- 鎮：宝清鎮、七星泡鎮、青原鎮、夾信子鎮、竜頭鎮、小城子鎮
- 郷：朝陽郷、万金山郷、尖山子郷、七星河郷

## 交通

### 鉄道
- 中国国家鉄路集団
  - 中国鉄路ハルビン局集団公司
    - 友宝線（中国語版）（新友誼方面）- 双柳駅（中国語版） - 宝清駅（中国語版）

### 道路
- 高速道路
  -  建鶏高速道路

- 省道
  -  205省道
  -  307省道
  -  308省道

## 健康・医療・衛生
- 宝清県人民医院
- 黒龍江省八五三農場医院